# François Jeanneau
François Jeanneau est un saxophoniste et compositeur français, né le 15 juin 1935 dans le 9e arrondissement de Paris. C'est un des pionniers du free jazz en France.

## Biographie

### Jeunesse et formation
François Jeanneau naît dans une famille de musiciens amateurs. Il apprend la flûte au conservatoire.
Il découvre le jazz lors des concerts donnés par Charlie Parker et Sidney Bechet à Paris en 1949. Il apprend, en autodidacte, le saxophone soprano puis ténor. D'abord inspiré par Sidney Bechet, il rejoint en 1960 le quartet du batteur Mac Kac et qui joue tous les soirs au Club Saint-Germain. Il se forme sur le tas, en accompagnant des musiciens américains de passage.

### Le free jazz
En 1962, lors d'un voyage en Finlande aux côtés d'Aldo Romano et de Jean-François Jenny-Clark, il découvre le free jazz en écoutant Archie Shepp et Bill Dixon. Avec notamment Bernard Vitet, Jean-Louis Chautemps ou Michel Portal, il est l'un des premiers à jouer cette musique nouvelle en France, participant à Enfin ! de Jef Gilson (1962-63) et à Free Jazz de François Tusques (1965).
En 1964, il accompagne Claude François ( Nougaro n'était pas disponible) sur la scène de l'Olympia avec René Urtreger.
Entre 1970 et 1974, il est l'un des membres du groupe de rock Triangle, au sein duquel il joue du synthétiseur et de la flûte. Il enregistre ensuite son premier album en tant que leader, Une bien curieuse planète avec Michel Graillier, Jean-François Jenny-Clark et Aldo Romano.
En 1979, il est le créateur du Pandemonium, orchestre composé de trois violons, un alto, un violoncelle, une guitare et section rythmique, avec pour premiers musiciens Aldo Romano, Didier Lockwood, Jean-Paul Céléa, etc. En 1980, il écrit Desmodus Minor, un opéra jazz pour voix, double orchestre de jazz, quintette à vent et orchestre de chambre, sur un livret de Michel Mastrojanni. La même année, il fonde le Quatuor de saxophones avec Jean-Louis Chautemps, Philippe Maté et Jacques Di Donato. Il joue également en trio avec Daniel Humair et Henri Texier, et collabore avec Katia Labèque et la chorégraphe Carolyn Carlson.
En 1986, il est le premier chef de l'Orchestre national de jazz. Entre 1987 et 1991, il crée le département de jazz du conservatoire de la Réunion : on y retrouve, parmi ses premiers élèves, Olivier Ker Ourio, Henri-Claude Moutou, Jean-Luc Trulès ou encore Kiki Mariapin. 
Il est ensuite le premier chef du département « Jazz et Musiques improvisées » au CNSMDP, poste qu'il occupe jusqu'en 2000.

### Soundpainting
Il participe à l'élaboration d'un nouveau langage musical : le soundpainting après sa rencontre avec Walter Thompson (en) en 1999. 
Il dirige le Spoumj, orchestre de soundpainting depuis 2005 (avec Andrew Crocker, Olivier Lagodsky, Jean-Marc Bouchez, Daniel Beaussier, François Cotinaud, Luc Isenmann, Anne Ballester, Pierre Durand, Valentine Quintin, Marlène Continente, Sophie Le Roy, Eric Mouchot.
Il dirige et joue au sein du Bernica Octet, qui publie deux albums : Very Sensitive (2009) et Bric à Brac (2011).
Il continue son travail de soundpainting en 2010 auprès des élèves de François Guell à Nancy dans un projet pilote en Lorraine[précision nécessaire].

## Distinctions
- Chevalier des Arts et des Lettres[réf. souhaitée]
- 1976 : Prix Boris-Vian[3]
- 1978 : Grand Prix du disque[réf. souhaitée]
- 1979 : Prix Django-Reinhardt[4]
- 1998 : Officier de l'Ordre national du Mérite[5]
- 1991 : Grand Prix National de la Musique[réf. souhaitée]
- 2001 : Grand prix Sacem[réf. souhaitée]

## Discographie
- Triangle, Pathé 1970
- The Paris Quartet, François Jeanneau, Michel Graillier, J.-F. Jenny-Clark, Aldo Romano, Horo Records 1975
- Un Bien Curieuse Planète, 1975
- Techniques Douces, Owl Records 1976
- Ephémère, Owl Records 1977
- Akagera,  Daniel Humair, François Jeanneau, Henri Texier, Disques JMS 1980
- Double Messieurs,(Le Quatuor des saxophones), Open 1980
- Soli Solo Plus, 1981
- Mad Sax, (Le Quatuor des saxophones), Cy Records 1982
- Terraines Vagues (Pandémonium), 1983
- Prao, Cy Records 1983
- Orchestre National de Jazz , direction François Jeanneau, Label Bleu 1986
- Jazz Bühne Berlin (Orchestre National de Jazz), 1986
- Pandémonium, Carlyne Music 1988
- Taxiway, 1989
- Mixtures: Music for Media, 1989
- Up Date 3.3 , Daniel Humair, François Jeanneau, Henri Texier, Label Bleu 1990
- Rencontre, 1991
- Tribute to Mingus , Enrico Rava • François Jeanneau • Hervé Sellin • François Mechali • André Ceccarelli, Adda 1992
- Maloya Transit, le Quartet + le Trio Tambour, 1992
- A Love Affair in Clermont-Ferrand, 1993
- Chaude Image, 1995
- Le POM, 1997
- Alice, 1997
- Estremadure (Le POM), 1999
- Connection, 1999
- FrameWork, 2000
- Charméditerranéen (Orchestre National de Jazz), 2001-02
- Eleven, 2002
- Paf Paf mit Victor Komenkov, 2003
- Médéo (Youth Almaty Jazz Band), 2003
- Rencontre avec Sulé, 2003
- Trans-Kasakh-Express, 2004
- Flench Wok, 2004
- Quand se Taisant les Oiseaux, 2006-07
- Art of the Duo: Walking in the Wind, François Jeanneau, Uli Lenz, Tutu Records 2008
- Tarot du Kebar avec Emmanuel Tugny,  Gwen Català éditeur, 2016